# Per Nyqvist (översättare)
Per Samuel Nyqvist, född den 22 september 1952, är en svensk översättare.

## Biografi
Nyqvist har avlagt filosofie kandidat- och ekonomexamen samt studier i bland annat arkeologi, franska och nationalekonomi. Han översätter från engelska och franska till svenska inom ämnen som historia, religion och idéhistoria, men har även översatt skönlitteratur samt texter om internationella frågor, miljöproblem, reportage och aktuell debatt.

## Översättningar i urval
- 1987 – Power, Brian. Den siste kejsaren av Kina. Stockholm: Forum. Libris 7255418. ISBN 91-37-09406-8
- 1997 – Grynberg, Anne. Förintelsen: utrotningen av Europas judar. ”En värld av vetande”. Stockholm: Bergh. Libris 7401638. ISBN 91-502-1300-8
- 1998 – Dunand, Françoise; Lichtenberg, Roger. Egyptens mumier: en väg till evigheten. ”En värld av vetande”. Stockholm: Bergh. Libris 7401665. ISBN 91-502-1329-6
- 2003 – Tempelriddarna och korstågen till det heliga landet - Piers Paul Read, Prisma
- 2006 – Vädermakarna. Människan och klimatet - Tim Flannery, Norstedts
- 2007 – Den unge Stalin - Simon Sebag Montefiore, Prisma
- 2009 – Sebag Montefiore, Simon. Sasjenka. Stockholm: Norstedt. Libris 11378558. ISBN 9789113019345
- 2009 – Rees, Laurence. Nazismen: ledare och bödlar, åskådare och offer. Stockholm: Prisma. Libris 11287219. ISBN 9789151848280
- 2012 – Grundämnenas sällsamma liv: en kulturguide till det periodiska systemet - Hugh Aldersey-Williams, Norstedts
- 2012 – Sparta: en odödlig historia - Paul Cartledge, Santérus
- 2014 – Kejsarens förintelse - David Olusoga & W. Erichsen, Leopard
- 2015 – Pilger, John. Strangelove-effekten: eller hur vi duperades till att acceptera ett nytt världskrig. Den lilla hammaren. Stockholm: Karneval. Libris 17854503. ISBN 9789187207518